# Ґліма
Ґліма (ісл. Glíma) — ісландська національна боротьба, відома з VIII—X століття. До Ісландії її принесли зі собою вікінги-переселенці. Це боротьба з надшвидкими, блискавичними рухами, що робить її схожою відразу на три інших стилі: швейцарську та німецьку «боротьбу на поясах» (селяни, що брали участь в боротьбі, одягали вкорочені штани) та лапландську боротьбу.

## Історичні традиції ґліми
Ґліма була настільки популярною серед ісландців, що навіть в кодексі законів «Йоунсбок» (ісл. Jónsbók) 1281 року окремим розділом було прописано вказівки, як саме потрібно займатися боротьбою. Часто різні суперечки вирішувалися саме через поєдинок. У поселеннях вікінгів практикувалася як боротьба leikfang спортивно-ігрового характеру, так і «чесний поєдинок», де основним завданням було фізичне знищення суперника. За припущеннями істориків, під час «чесного поєдинку» опонента навмисно сильно кидали донизу спиною чи грудьми, щоб завдати несумісних з життям травм. Leikfang також була небезпечна, оскільки борці отримували травми чи навіть переломи хребта.

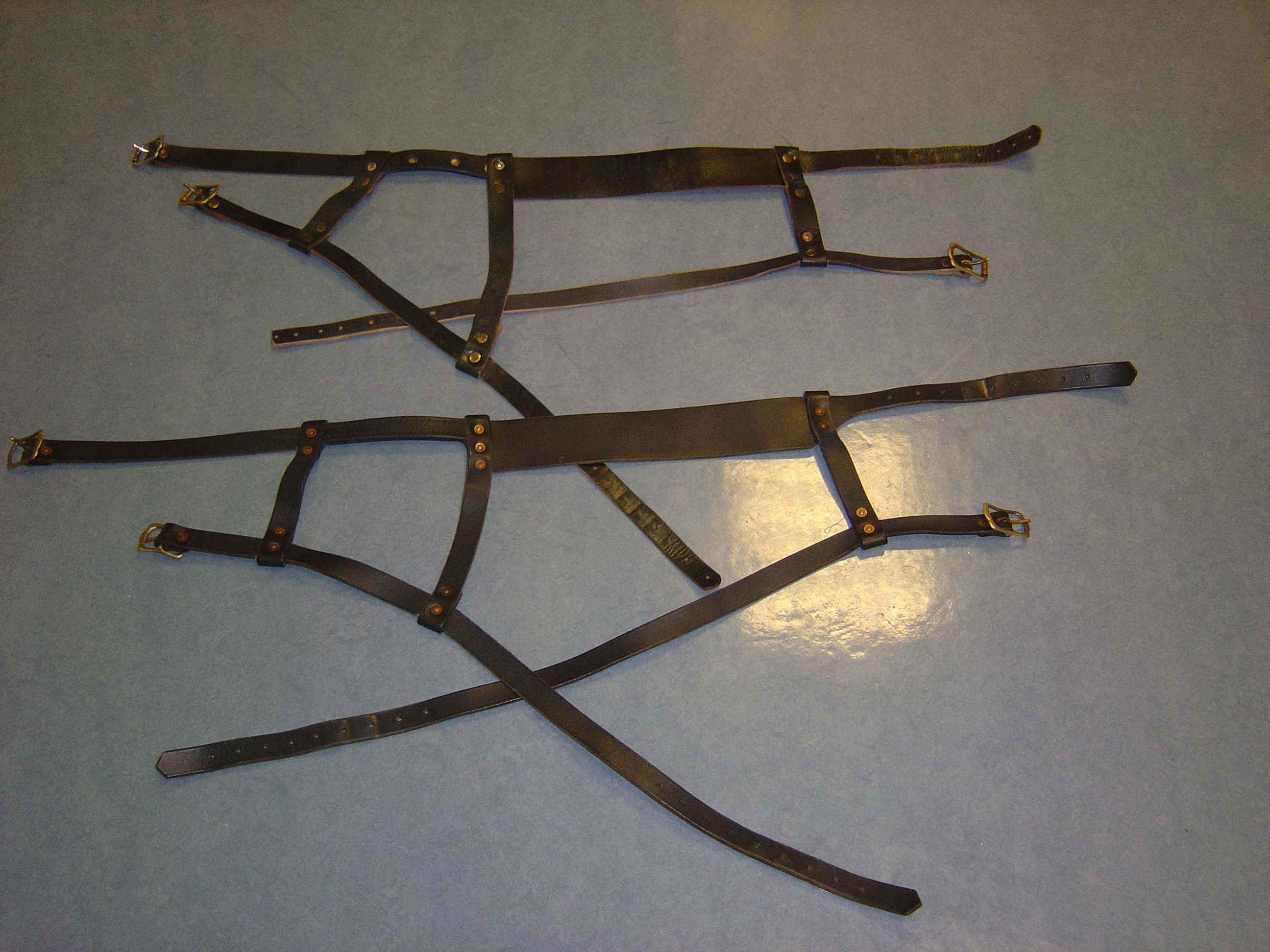
Пояси для ґліми

У 1905 році був уніфікований костюм для борців ґліми, який тепер складався із спеціального взуття, трико, коротких чорних штанів і спеціального шкіряного пояса.
Перший регулярний чемпіонат Ісландії з ґліми у 1907 році в Акурейрі організувало спортивне товариство «Ґреттір». Головним призом на змаганнях був срібний пояс (ісл. Grettisbeltið). На Олімпійських іграх 1908 року в Лондоні та 1912 року в Стокгольмі проводили показові виступи борців ґліми. Зважаючи на популярність ісландської боротьби за межами історичної батьківщини, створені Міжнародна федерація та Міжнародна асоціація ґліми.

## Основні принципи боротьби
За правилами Ісландської спортивної федерації бої проводяться на квадратному майданчику 5х5 чи 8×8 м, зазвичай з піском. Основне завданням борців під час поєдинку — домогтися втрати рівноваги суперником та кинути його на землю. Для цього суперники хапають один одного правою рукою за пасок або кільце на штанях, а ліва рука притримує штанину чи спеціальний ремінець на правому стегні суперника. Праву руку до кінця бою відпускати заборонено. В процесі боротьби дозволяється присідати, підстрибувати, піднімати партнера над поверхнею майданчика. Той борець, який торкнувся землі будь-якою частиною тіла окрім передпліччя чи гомілки — програє. Загалом в ґлімі існує вісім основних прийомів та 50 їх різновидів, зокрема зачіпи, підніжки, підбивки, кидки через стегно, замки на коліно тощо.
Від інших видів боротьби ґліму принципово відрізняє те, що:
1. боротьба ведеться лише у вертикальному положенні, не можна нахилятися один до одного, боротьба в партері відсутня;
2. борці пересуваються по круговій траєкторії відносно один одного;
3. не можна давити на суперника силою чи падати на нього зверху;
4. погляд борця переважно повинен бути направлений через плече суперника.

З плином часу до цього виду боротьби зробили нововведення та розділили учасників на вагові категорії: легка, середня та важка.